# Amt Creuzburg
Amt Creuzburg är en stad i Wartburgkreis i förbundslandet Thüringen i Tyskland.
Staden bildades den 31 december 2019 genom en sammanslagning av staden Creuzburg och de tidigare kommunerna Ebenshausen och Mihla.
Kommunen ingår i förvaltningsgemenskapen Hainich-Werratal tillsammans med kommunerna Berka vor dem Hainich, Bischofroda, Frankenroda, Hallungen, Krauthausen, Lauterbach och Nazza.